# Раффаэлло да Монтелупо
Раффаэлло да Монтелупо (итал. Raffaello da Montelupo; 9 июля 1504, Монтелупо-Фьорентино, Тоскана — декабрь 1566, Орвието) — скульптор и архитектор эпохи итальянского Возрождения. Урождённый Раффаэле Синибальди. Сын скульптора Баччо да Монтелупо, ученик Микеланджело Буонарроти. И отец, и сын представлены в «Жизнеописаниях» Джорджо Вазари.

## Биография
Раффаэле Бастиано Ромоло Синибальди (Raffaele Bastiano Romolo Sinibaldi) был четвёртым сыном скульптора и архитектора Баччо, или Бартоломео, да Монтелупо и его жены Аньолетты. Он родился в Монтелупо-Фьорентино, Тоскана, поблизости от Флоренции. Учился ювелирному делу в мастерской Микеланджело Брандини, отца Баччо Бандинелли. Затем стал помощником своего отца, а также в мастерской Рафаэля Санти.
Будучи молодым художником лет двадцати, он помогал Лоренцетто в его римской мастерской в выполнении статуй Илии и Ионы для капеллы Киджи в церкви Санта-Мария-дель-Пополо в Риме (по рисункам Рафаэля). Ему также приписывают мраморный рельеф «Мистическое обручение Святой Екатерины» (ок. 1530) в капелле церкви Санта-Мария делла Консолационе. Он сотрудничал с Лоренцетто в реставрации античных статуй и в создании статуи Мадонны с Младенцем для гробницы Рафаэля в Пантеоне. Он также создал статуи для гробницы Бернардино Капеллы, каноника Сан-Пьетро, в церкви Санто-Стефано-Ротондо.
Затем Рафаэлло отправился в Лорето, близ Анконы, где создал (предположительно) по эскизам Андреа Сансовино скульптурные композиции «Встреча Марии и Елизаветы» (Visitazione) и «Поклонение волхвов» (Adorazione dei Magi; ок. 1534) в «Базилике Святого Дома» (Chiesa della Casa Santa). Вскоре после этого, по сведениям Вазари, Раффаэлло начал работать во Флоренции вместе с Микеланджело в капелле Медичи Новой сакристии базилики Сан-Лоренцо, где он создал вместе с Монторсоли фигуры святых Космы и Дамиана (ок. 1534).
Раффаэлло вернулся в Рим, продолжая работать скульптором под руководством Микеланджело. В Вечном городе он участвовал вместе с Доменико Фанчелли и Томмазо Босколи в создании последнего, третьего варианта гробницы папы Юлия II в церкви Сан-Пьетро-ин-Винколи и вместе с Баччо Бандинелли в работе над гробницей папы Льва X в церкви Санта-Мария-сопра-Минерва.
Для капеллы, построенной папой Львом X в Замке Святого Ангела, Рафаэлло создал скульптуру Мадонны. Кроме того, он создал мраморную скульптуру Святого Архангела Михаила, держащего меч для верхней площадки замка. Согласно преданию, в 590 году, во время эпидемии чумы, папа Григорий Великий увидел на вершине крепости архангела Михаила, который вложил меч в ножны, что означало конец бедствия, — отсюда и произошло название «замок Святого Ангела».
Позднее скульптура Раффаэлло да Монтелупо была заменена бронзовой версией, созданной фламандским скульптором Питером Антоном фон Вершаффельтом в 1753 году. Произведение Монтелупо теперь можно увидеть во дворе внутри крепости, который известен как «Дворик Ангела».
При папе Павле III Раффаэлло было поручено создать четырнадцать скульптур ангелов для украшения Моста Святого Ангела (Ponte Sant’Angelo), соединяющего центр Рима с замком Сант-Анджело. Позднее эти скульптуры были заменены по распоряжению папы Климента IX новыми, созданными выдающимся мастером итальянского барокко Джованни Лоренцо Бернини с учениками в 1668—1669 годах.
Раффаэлло да Монтелупо также работал в качестве архитектора, в частности, в Соборе умбрийского города Орвието. Джорджо Вазари резюмировал тврчество Раффаэлло да Монтелупо следующим образом:

 Я полагаю, что если бы Рафаэль брался за большие работы, а он это мог, он сделал бы для искусства гораздо больше и лучше того, что он сделал. Но так как он был человеком чересчур тихим и скромным, избегал неприятностей и удовлетворялся тем малым, что даровала ему судьба, он упустил много возможностей выполнить значительные работы. Рисовал Рафаэль с большим мастерством, и в вещах, относящихся к искусству, разбирался гораздо лучше отца Баччо.

## Автобиография Раффаэлло да Монтелупо
В 1560-х годах Раффаэлло написал что-то вроде автобиографии, рассказывая об эпизодах своей юности, о разграблении Рима в 1527 году (итал. Sacco di Roma) войсками императора Карла V, когда папа Климент VII оказался осаждённым в Замке Святого Ангела, и о своей работе в этот период в качестве подающего надежды художника и скульптора. Мимолётное упоминание в его автобиографии использования левой руки в рисовании и письме является единственным известным косвенным подтверждением леворукости его учителя Микеланджело:

 Не упущу сказать, что по натуре я левша, и, находя эту руку более лёгкой, чем правая, я писал ею, так как мой учитель не возражал, довольствуясь хорошим почерком. Поэтому я всегда использовал левую руку, будь то для письма, будь то для рисования некоторых рисунков. С того момента, как я держал лист вдоль, чтобы писать левой рукой, многие изумлялись, думая, что я писал «all’ebraica» [«по-еврейски», то есть справа налево] и так, чтобы [моё письмо] невозможно было прочитать позже… Как я уже сказал, я лучше рисую левой рукой, и однажды, когда я обнаружил, что рисую «Arco di Trasi al Colosseo» [Арку Константина], Микеланджело и Себастьяно дель Пьомбо подошли и остановились, чтобы посмотреть на меня. Следует предварить, что оба они, будучи от природы левшами, всё делали правой рукой, кроме действий, требующих силы. Так они долго оставались, чтобы наблюдать за мной с большим удивлением 

## Галерея

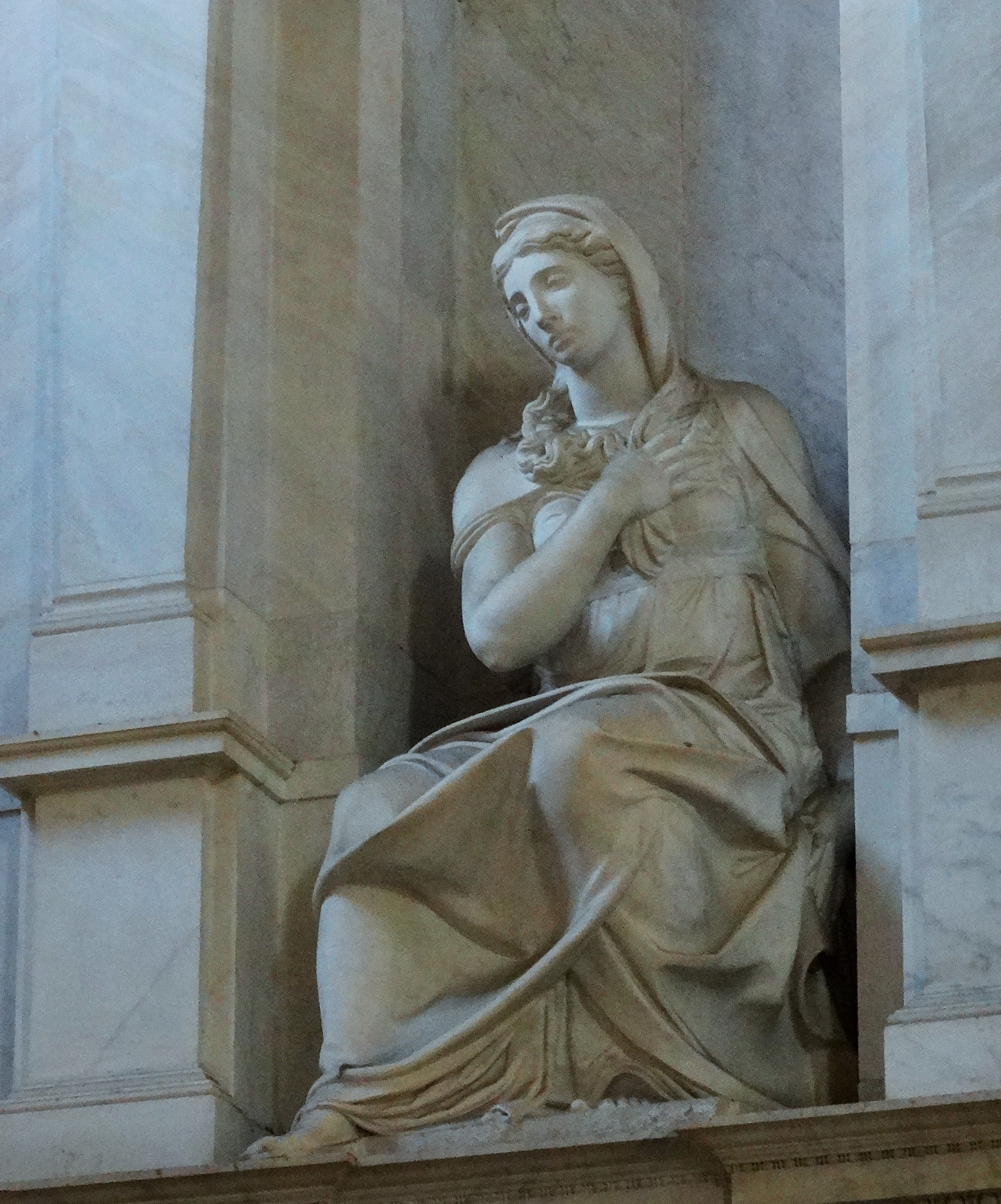
Сивилла. Ок. 1545. Скульптура гробницы папы Юлия II в церкви Сан-Пьетро-ин-Винколи, Рим
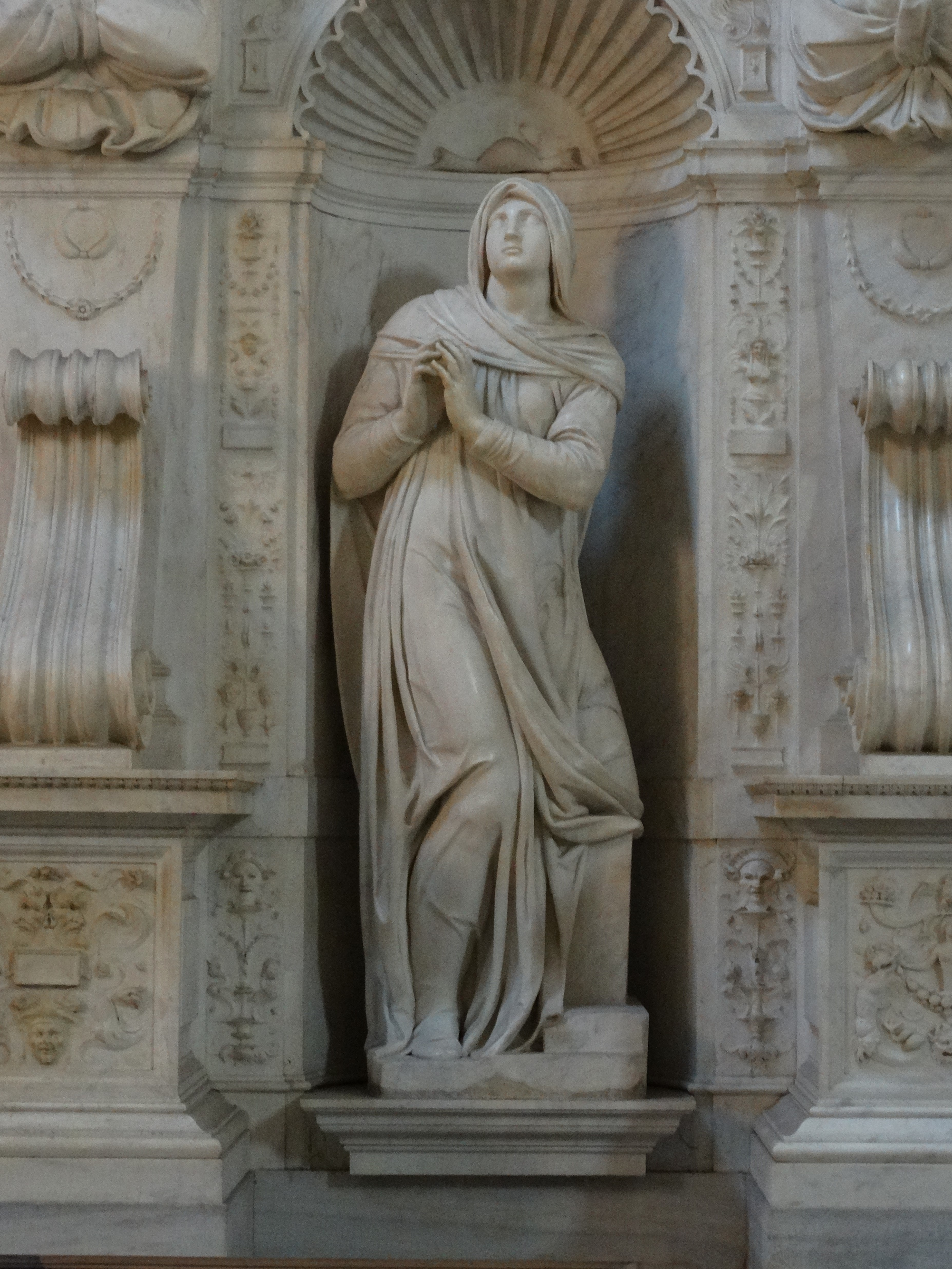
Рахиль («Жизнь созерцательная»). Ок. 1545. Скульптура гробницы папы Юлия II в церкви Сан-Пьетро-ин-Винколи, Рим
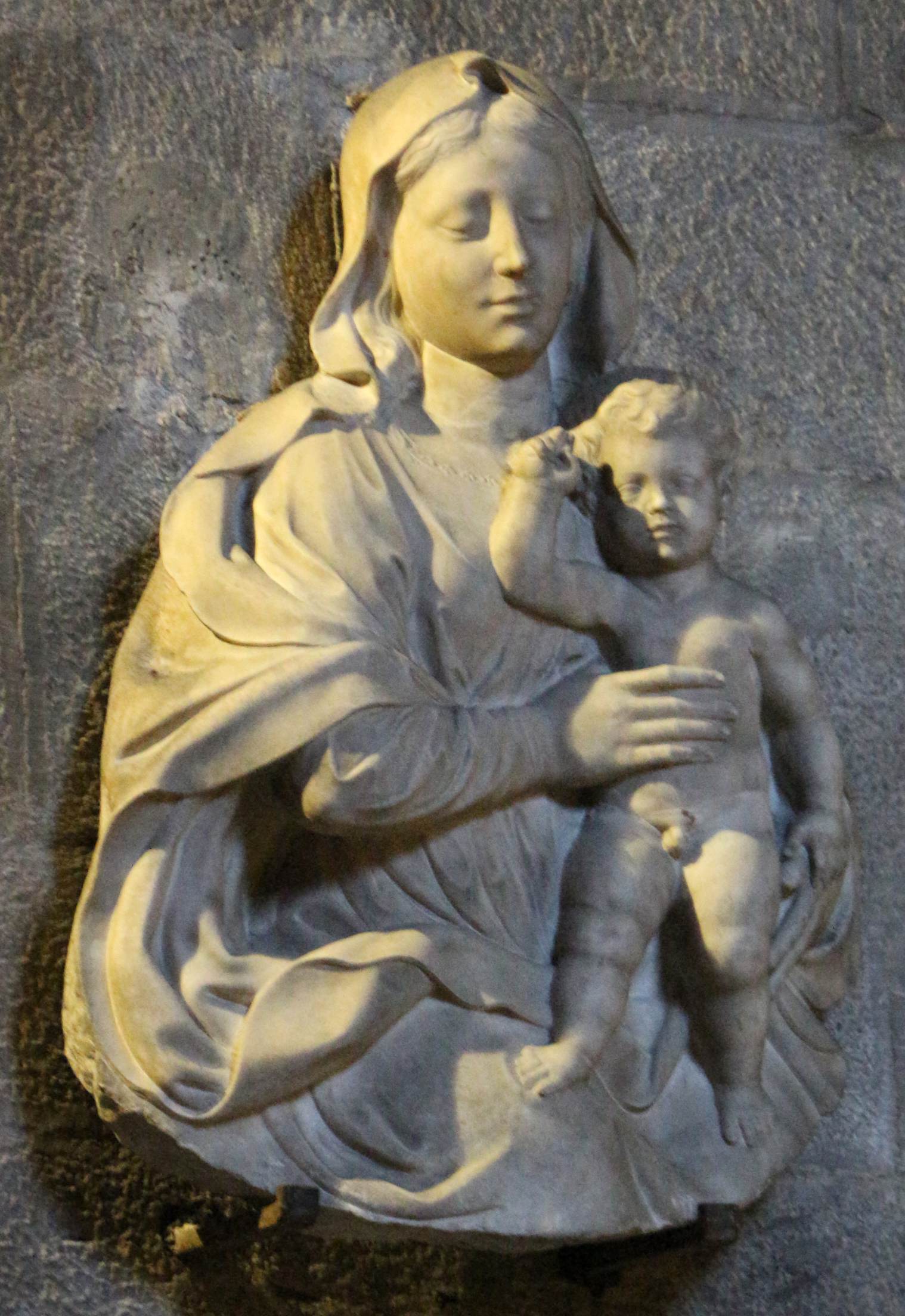
Мадонна с Младенцем. 1522. Церковь Сан-Микеле-ин-Форо, Лукка
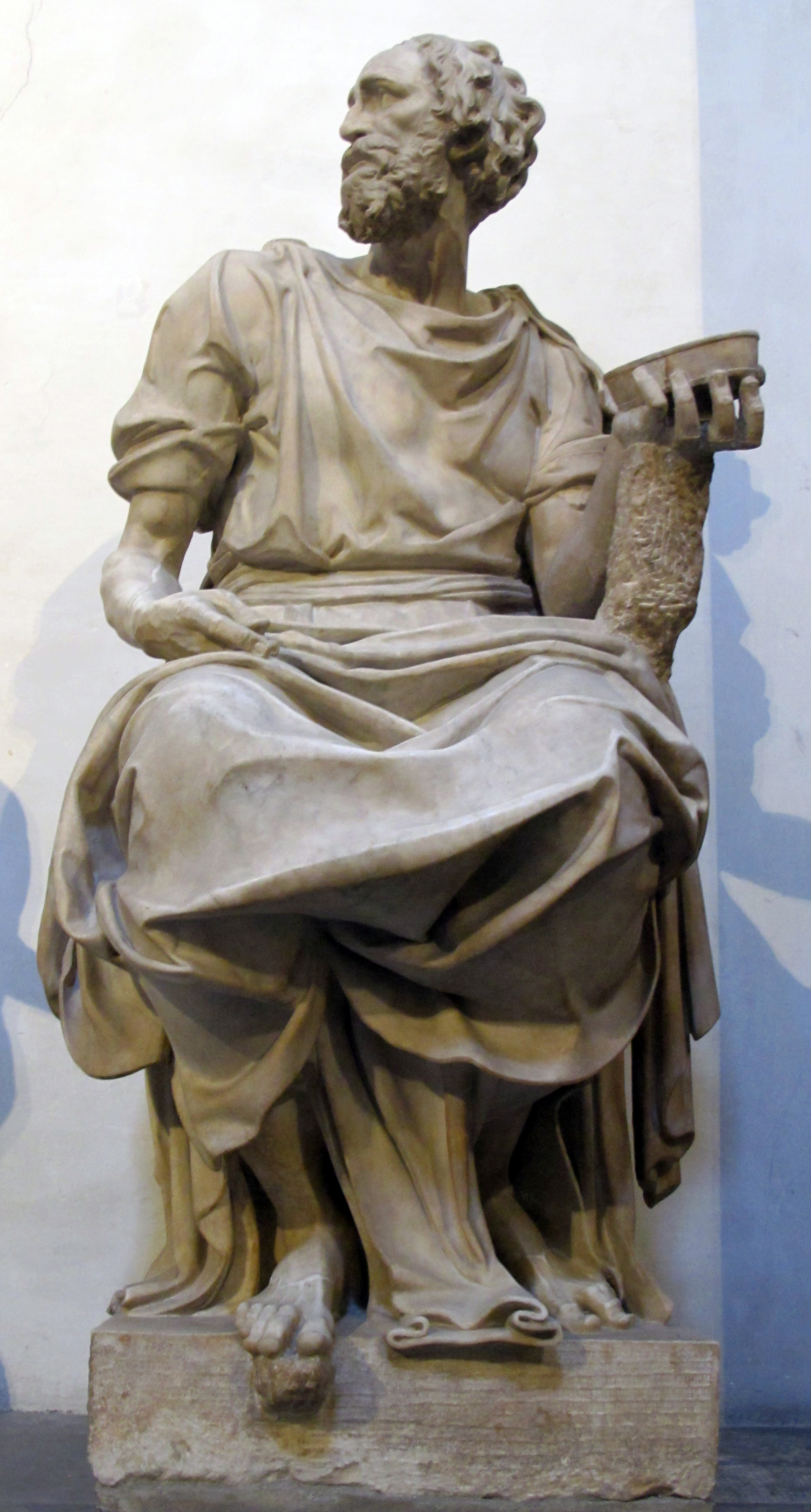
Святой Дамиан. Ок. 1534. Скульптура для капеллы Медичи Новой сакристии базилики Сан-Лоренцо, Флоренция
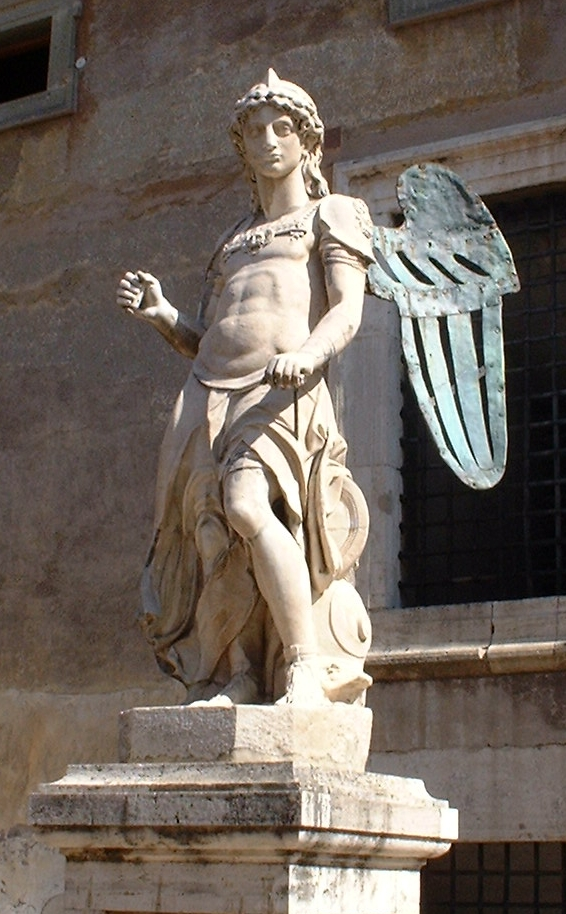
Архангел Михаил. Замок Святого Ангела, Рим
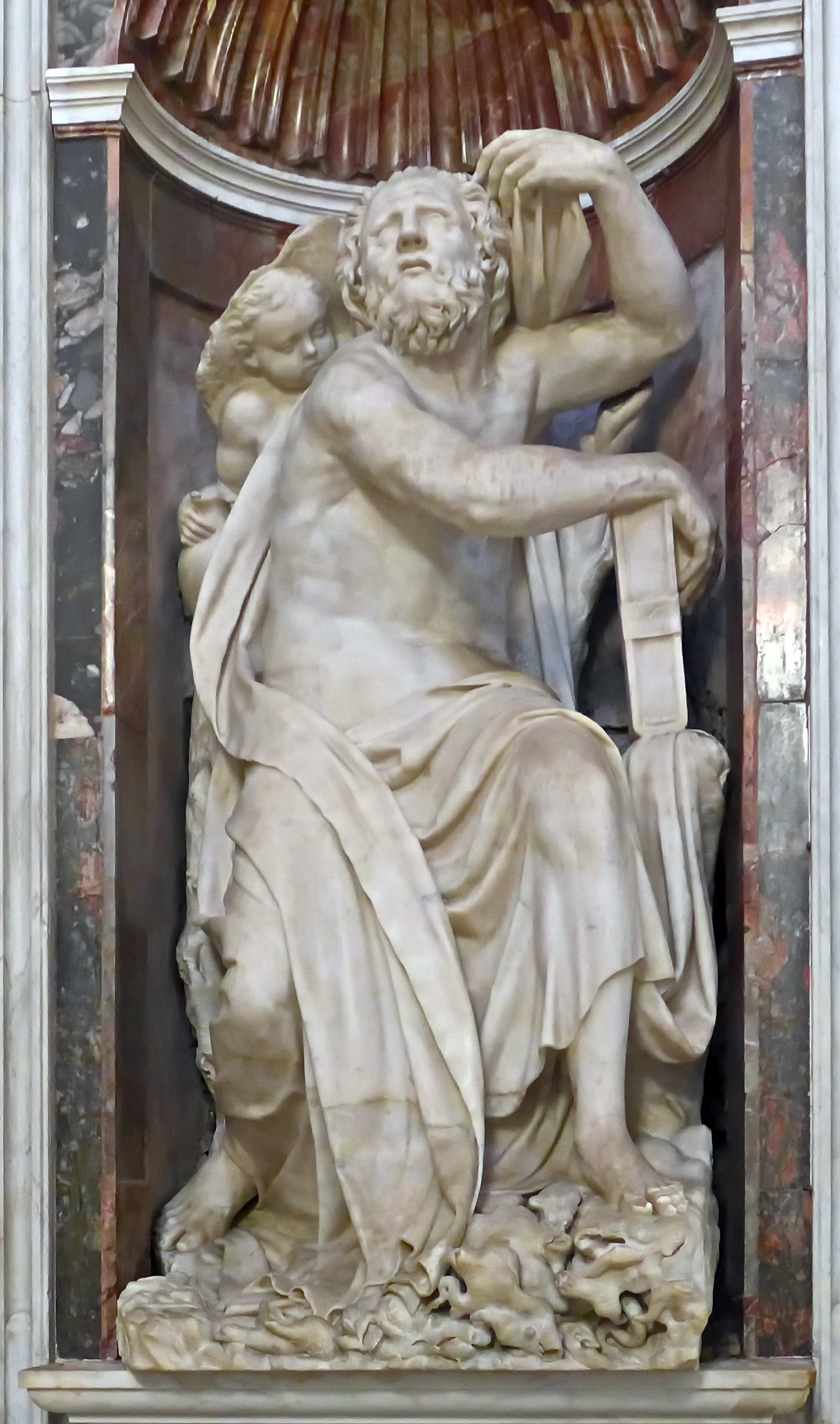
Пророк Илия. 1524—1525. Скульптура Капеллы Киджи церкви церкви Санта-Мария-дель-Пополо, Рим